# CNPC Capital
CNPC Capital Company Limited — китайская универсальная финансовая компания. Входит в чисто крупнейших публичных компаний страны. Штаб-квартира расположена в Пекине. Является дочерней структурой государственной нефтегазовой группы CNPC; после реорганизации в 2017 году CNPC Capital вышла на фондовый рынок, разместив акции на Шэньчжэньской бирже. 

## Деятельность
CNPC Capital специализируется на нескольких направлениях деятельности:
- Управление активами
- Инвестиционный менеджмент
- Инвестиционный консалтинг
- Финансовый менеджмент, в том числе управление корпоративными финансами и финансовыми рисками
- Финансовый лизинг
- Финансовый мониторинг
- Инвестиции в компании и фонды
- Выпуск и андеррайтинг облигаций
- Банковские операции, в том числе межбанковское кредитование, предоставление депозитов и расчётных услуг, дисконтирование и приёмка векселей
- Страховые операции, в том числе страхование имущества и услуги страхового брокера
- Трастовые операции
- Операции с ценными бумагами

По состоянию на 2020 год 36,7 % оборота CNPC Capital приходилось на финансовые услуги, 30,7 % — на банковские услуги, 9,9 % — на финансовый лизинг, 2,8 % — на трастовые услуги. На китайский рынок приходилось 71,8 % выручки.

## Активы
Среди крупнейших активов CNPC Capital — мажоритарные пакеты акций Bank of Kunlun (Карамай), Kunlun Trust (Нинбо), Kunlun Insurance Brokers (Пекин), Kunlun Financial Leasing (Чунцин), China Petroleum Finance (Пекин), CNPC Captive Insurance (Сингапур) и Generali China Life Insurance (Пекин).

## Акционеры
Контрольный пакет акций CNPC Capital находится под контролем SASAC (81,2 %), значительными акционерами компании являются Taikang Asset Management, Beijing Enterprises Holdings, China Construction Capital Holdings, Strait Energy Industry Fund Management (Xiamen) и Aisino Corporation. 